# Sloboda Dolînska, Dolîna
Sloboda Dolînska (în ucraineană Слобода Долинська) este un sat în comuna Trosteaneț din raionul Dolîna, regiunea Ivano-Frankivsk, Ucraina.

## Demografie
Componența lingvistică a localității Sloboda Dolînska
     Ucraineană (99,85%)
     Alte limbi (0,15%)
Conform recensământului din 2001, majoritatea populației localității Sloboda Dolînska era vorbitoare de ucraineană (99,85%), existând în minoritate și vorbitori de alte limbi.